# Domašov nad Bystřicí
Domašov nad Bystřicí – miejscowość i gmina (obec) w Czechach, w kraju ołomunieckim, w powiecie Ołomuniec. W 2022 roku liczyła 495 mieszkańców.
Przez miejscowość przepływa rzeka Bystřice, będąca lewym dopływem Morawy. Pierwsza wzmianka o miejscowości pochodzi z 1274 roku. 30 czerwca 1758, pomiędzy wojskami austriackimi a pruskimi, rozegrał się tu jeden z epizodów wojny siedmioletniej – bitwa pod Domstadtl.